# Catherine Coquio
Catherine Coquio, née le 12 novembre 1960 à Paris, est comparatiste et professeure de littérature comparée à l'université Paris-Diderot. Elle s'intéresse particulièrement à l'étude des génocides, appréhendés sous l'angle du témoignage des survivants et de la littérature.

## Biographie
Ancienne élève de l'École normale supérieure de Sèvres (L1982) et agrégée de lettres modernes (1984), elle soutient en 1988 une thèse de doctorat intitulée La Morale des lignes : André Rouveyre, dessinateur et écrivain à l'université Paris IV, sous la direction de Jean de Palacio. Elle est successivement maître de conférences à l'université de Pau, puis à l'université Paris-IV où elle soutient en 2000 une habilitation à diriger des recherches intitulée Littératures du pessimisme, nihilisme et utopie critique. Elle est professeure de littérature comparée d'abord à l'université de Poitiers puis à l'université Paris 8 et, depuis 2012, à l’UFR Lettres Arts Cinéma de l'Université Paris-Diderot.
Elle participe à l’axe « Écrire et penser avec l’histoire », au sein du laboratoire de recherche Cerilac, et anime le séminaire de recherche « Écrire et penser avec l'histoire à l'échelle du “monde” ».

## Activités de recherche et éditoriales
Ses travaux, influencés par la théorie critique allemande et la philologie critique, portent sur Baudelaire, les mythes du déclin et l'esthétisme fin de siècles, l'anarchisme littéraire et, plus largement, la modernité et le nihilisme européens, dans les domaines esthétique et politique. Elle a également travaillé sur les formes du messianisme profane et d'utopisme dans l'Europe de l'entre-deux guerres, les écrivains-penseurs de la modernité critique autrichiens et allemands, en particulier Robert Musil et Walter Benjamin. Par le biais de son intérêt pour André Rouveyre, elle est amenée à s'intéresser à Mécislas Golberg et à l'antisémitisme, puis elle oriente ses recherches vers l'étude de plusieurs génocides contemporains, le génocide des Tutsis au Rwanda en 1994 et le massacre dans l'enclave musulmane de Srebrenica en juillet 1995. Elle est ainsi coorganisatrice d'un colloque international centré sur le génocide des Tutsi, « Rwanda 1994-2004 : Récits, constructions mémorielles et écritures de l'histoire », en novembre 2014, avec le psychiatre rwandais Naasson Munyandamutsa. Elle étudie particulièrement les questions liées au génocide sous l'angle du témoignage des survivants et de la littérature.
En 1994, elle cofonde la Société internationale d'histoire de l'affaire Dreyfus.
En 1997, elle est cofondatrice avec Irving Wohlfarth de l'association Aircrige, dont elle devient présidente. Cette association, disparue en 2008, souhaitait établir des liens entre la recherche universitaire sur les événements génocidaires, notamment le génocide arménien (1915), le génocide juif, la situation des Roms et des Tziganes aux XIXe et XXe siècles et les témoins rescapés ou leurs héritiers directs, afin de favoriser « un travail de pensée attentif aux réalités présentes et prochaines ».
Elle appartient au comité de rédaction de la revue Écrire l'histoire, dont elle a coordonné en 2016 le numéro 16, « Accélérations ». Elle a créé la collection « Littérature, Histoire et Politique » qu'elle codirige, aux éditions Garnier Frères.
Elle a été membre de la commission thématique « Histoire de l’antisémitisme et de la Shoah » de la Fondation pour la mémoire de la Shoah.
Elle est cofondatrice en 2015 du Comité Syrie-Europe, et publie, à l'occasion de l'invitation de Vladimir Poutine en 2019 en France, une tribune, intitulée « Au regard des atrocités commises en Syrie, que vient faire M. Poutine à Brégançon ? ». Son essai À quoi bon encore le monde ? La Syrie et nous publié en 2022, « pour faire reconnaître que ce qui arrive aux Syriens concerne le monde entier », Elle s'appuie notamment sur les textes littéraires de l'écrivain syrien exilé, Yassin al-Haj Saleh, et de l'écrivaine et journaliste Samar Yazbek. Elle dirige avec Joël Hubrecht, Naïla Mansour et Farouk Mardam-Bey Syrie, le pays brûlé. Le livre noir des Assad (1970-2021), qui rassemble, sur le modèle des livres noirs, « témoignages, analyses, poèmes, photos et récits », textes rendus accessibles par leur traduction en français, et qui documentent les cinquante ans du régime et la guerre civile syrienne.

## Engagements et militantisme
Elle signe de nombreuses pétitions et tribunes. En 1998, elle prend une part active à la campagne dirigée contre la nomination au Collège de France de l'historien et turcologue Gilles Veinstein, coupable, à ses yeux de remettre en cause l'existence du génocide des Arméniens de 1915-1916. Plus tard, à l'occasion du retrait du nom de Charles Maurras de la liste officielle des commémorations nationales, elle demande, avec d'autres chercheurs, une clarification des critères retenus par le comité. Elle s'engage également contre la décision française de ne plus faire de la destitution de Bachar el-Assad le préalable à une résolution de la situation en Syrie et en faveur de la population de la Ghouta en Syrie. De la même façon, elle signe l'appel pour le Darfour, pour les droits à l'aide aux réfugiés, pour les familles Roms à Montreuil, contre la répression de la solidarité juridique ; pour de meilleures conditions d'accueil à Calais.
En novembre 2018, elle cosigne le manifeste pour une Europe migrante et solidaire, groupe politique dans le comité duquel elle siège, et l'annonce d'une liste pour les élections européennes de 2019.

## Publications

### En tant qu'autrice
- Rwanda. Le réel et les récits, Belin, coll. « Littérature et politique », 2004, 217 p.[27],[28].
- L’Art contre l’art. Baudelaire, le « joujou » moderne et la « décadence », Éditions de Vallongues, 2006, 368 p.[29].
- L’Enfant et le génocide. Témoignages sur l’enfance pendant la Shoah, avec Aurélia Kalisky, Paris, Robert Laffont, 2007, 1264 p.[30].
- La Littérature en suspens, Paris, L'Arachnéen, 2015, 512 p.[31]
- Le Mal de vérité ou l'utopie de la mémoire, coll. « Le temps des idées », Armand Colin, 2015, 318 p.[32],[33].
- À quoi bon encore le monde ? : La Syrie et nous, Acte Sud, 2022, 272 p. (ISBN 978-2-330-16966-4)[16].

### Direction d'ouvrages
- (codir.) Barthes après Barthes : une actualité en questions, avec Régis Salado, Publications de l'université de Pau, 1993 (Actes du colloque international de Pau, 22-24 novembre 1990), 245 p.  (ISBN 978-2-908930-09-2)
- Mécislas Golberg (1869-1907) Passant de la pensée, Maisonneuve et Larose, coll. « Quatre fleuves », 1994  (ISBN 9782706811326).
- (éd.) Parler des camps, penser les génocides, Albin-Michel, 1999.
- (dir.) L'Histoire trouée. Négation et témoignage, L'Atalante, 2003[34].
- (dir.) Retours du colonial ? Disculpation et réhabilitation de l'histoire coloniale, L'Atalante, 2008.
- (codir.) La question animale entre science, philosophie et littérature, avec Jean-Paul Engélibert, Lucie Campos & Georges Chapouthier, PUR, 2011  (ISBN 978-2753512917) [lire en ligne].
- (codir.) Roms, Tsiganes, Nomades. Un malentendu européen, avec Jean-Luc Poueyto, Paris, Karthala, 2014 (Colloque 2011)  (ISBN 9782811111236).
- Littérature et histoire en débats (colloque 2013) Acta Fabula, 2014[35].
- (codir.) Syrie, le pays brûlé (1970-2021), Seuil, 2022, 848 p. (ISBN 2021502333)[17].

### Articles
- « L'émergence d'une “littérature” de non-écrivains : les témoignages de catastrophes historiques », Revue d'histoire littéraire de la France, 2003/2, p. 343-363, [lire en ligne].
- « Violence sacrificielle, violence génocidaire », Quasimodo, no 8, p. 193-230, dossier « Corps en guerre. Imaginaires, idéologies, destructions. Tome 1 », printemps 2006, Montpellier, [lire en ligne] [PDF].
- « Envoyer les fantômes au musée ? Critique du “kitsch concentrationnaire” par deux rescapés : Ruth Klüger, Imre Kertész », Gradhiva no 5, 2007/1, p. 38-51, [lire en ligne].
- « Raul Hilberg et Saul Friedländer, Deux politiques du détail », Écrire l'histoire no 4, 2009, dossier « Le Détail (2) », p. 69-80, Compte rendu.
- (it) « Finzione, poesia, testimonianza : dibattiti teorici e approcci critici », in Marina Cattaruzza (et al.) Storia della shoah : la crisi dell'Europa, lo sterminio degli ebrei e la memoria del 20. secolo p. 186-238, Torino, UTET, 2010, 932 p.  (ISBN 978-8802072685).
- « Dire à Dieu ce qu'on ne peut pas dire aux hommes ; alors ils comprendront peut-être », Revue critique de fixxion française contemporaine, 2011/2, p. 52-77 [lire en ligne]
- « Le malentendu culturel. “Quelle traversée des mémoires” pour le génocide du Rwanda », Centre d'histoire sociale du XXe siècle, Université Paris-1, 2011 [lire en ligne] [PDF].
- « D’un ton anti-apocalyptique : Après la fin du monde de Michaël Foessel et Récit d’un désastre de Michaël Ferrier », Écrire l'histoire, no 15, 2015, p. 119-128.
- « Imre Kertész : « Vivre et écrire le même roman » », En attendant Nadeau,‎ 2 janvier 2024 (lire en ligne, consulté le 19 octobre 2024).

### Documents sonores
- Le mal de vérité ou l'utopie de la mémoire, 24 mai 2016, séminaire d'Alain Mabanckou, « Lettres noires : des ténèbres à la lumière (2015-2016) », Collège de France (51 min) .

### Colloques
- Lire Beledian en France et en français. Entretien avec Krikor Beledian, colloque international sur Krikor Beledian et la littérature moderne arménienne, Paris, INALCO, 17-18 septembre 2015.